# Qafa e Valbonës
Qafa e Valbonës är ett bergspass i Albanien.   Det ligger i prefekturen Qarku i Kukësit, i den norra delen av landet, 120 km norr om huvudstaden Tirana. Qafa e Valbonës ligger 1 802 meter över havet.
Terrängen runt Qafa e Valbonës är bergig, och sluttar söderut.   Runt Qafa e Valbonës är det glesbefolkat, med 18 invånare per kvadratkilometer.. 
Trakten runt Qafa e Valbonës består i huvudsak av gräsmarker.